# Elephantomyia diligens
Elephantomyia diligens là một loài ruồi trong họ Limoniidae. Chúng phân bố ở miền Australasia.